# معزدیوان فکری
معزدیوان فکری (زادهٔ ۱۲۷۹ خورشیدی در تهران – درگذشته ۱۶ مهر ۱۳۶۴ در تهران) هنرپیشه، کارگردان و نویسنده سینمای ایران بود. یکی از بنیانگذاران تئاتر معاصر ایران است.

## زندگی
او پسر مؤیدالممالک فکری ارشاد و فارغ‌التحصیل از مدرسه سن لویی تهران است. وی فعالیت هنری را سال ۱۲۹۷ با بازی در نمایش‌های گروه تئاتر ملی آغاز کرد. «رستاخیز و بچهٔ گدا» اولین کار تئاتری وی بود که در گراند هتل روی صحنه رفت. وی در سال ۱۳۰۰ به کمک حسن مقدم، جمعیت ایران جوان را تأسیس کرد و نمایش نامهٔ معروف «جعفرخان از فرنگ برگشته» را روی صحنه برد. فکری در سال ۱۳۰۳ پس از اینکه مدتی در محضر استاد علینقی وزیری تلمذ کرد، به تدریس در هنرستان عالی موسیقی مشغول شد. او در سال ۱۳۱۸ نیز در هنرستان هنرپیشگی تهران تدریس می‌کرد. او سینما را سال ۱۳۳۰ با ساخت فیلم خواب‌های طلایی تجربه کرد. از دیگر فعالیت‌های جنبی فکری می‌توان به تأسیس جمعیت ایران جوان و تدریس در هنرستان عالی موسیقی اشاره کرد. معزدیوان فکری سرانجام در مهر ۱۳۶۴ پس از پشت سر گذاشتن یک بیماری طولانی درگذشت.

## فعالیت‌ها
- فعالیت در تئاتر از ۱۲۹۵ در تئاتر ملی
- از مؤسسان جمعیت کمدی ایران (۱۳۰۸)
- همکاری با واهرام پاپازیان (۱۳۱۲)
- مدرس هنرستان هنرپیشگی تهران (۱۳۱۸)

## نمایش
از نمایش‌های وی می‌توان به نمایش‌های زیر اشاره کرد.
- نمایشنامه «سیاست هارون‌الرشید»
- مادام کاملیا
- لوکرس بورژیا
- جنگ زرگری
- اتوموبیل دوج
- زن لال
- رومئو و ژولیت
- انتقام مادر
- اسکاندال
- ارنانی
- بدگمان
- تریستان و و ایزولت
- جرح و تعدیل
- هردمبیل
- آپاندیست
- اصلی و کرم
- بدرالدین و ماهپاره (مه پاره)
- گلرخ
- پریچهر و پریزاد
- دختر قرن بیستم
- شب‌های تیره
- تراژدی رستم و سهراب
- تاجر ونیزی
- رؤیای مجنون
- رفقا
- غیاث خشت مال
- ابومسلم خراسانی
- بلیط شرطبندی
- پیکر مرمر
- پینه‌دوز
- عشق چوپان
- موسی و شبان
- نادرشاه

## سینما
| سال  | نام فیلم        | بازیگر | کارگردان | نویسنده |
| ---- | --------------- | ------ | -------- | ------- |
| ۱۳۵۰ | دل‌های بی‌آرام    | آری    |          |         |
| ۱۳۴۱ | اهریمن زیبا     | آری    |          |         |
| ۱۳۴۱ | لاله آتشین      | آری    |          |         |
| ۱۳۴۰ | گرگ صحرا        | آری    |          |         |
| ۱۳۳۶ | بلبل مزرعه      | آری    |          |         |
| ۱۳۳۵ | زندگی شیرین است | آری    |          | آری     |
| ۱۳۳۴ | خواب و خیال     |        |          | آری     |
| ۱۳۳۳ | میلیونر         |        |          | آری     |
| ۱۳۳۲ | دختر چوپان      | آری    | آری      | آری     |
| ۱۳۳۲ | دختر سر راهی    | آری    | آری      | آری     |
| ۱۳۳۰ | خواب‌های طلایی   | آری    | آری      | آری     |

## جوایز
- مدال مخصوص فردوسی (۱۳۱۳)
- نشان علمی (۱۳۱۹)
- مدال پرورش افکار
- نشان علمی (۱۳۲۵)